# Skien

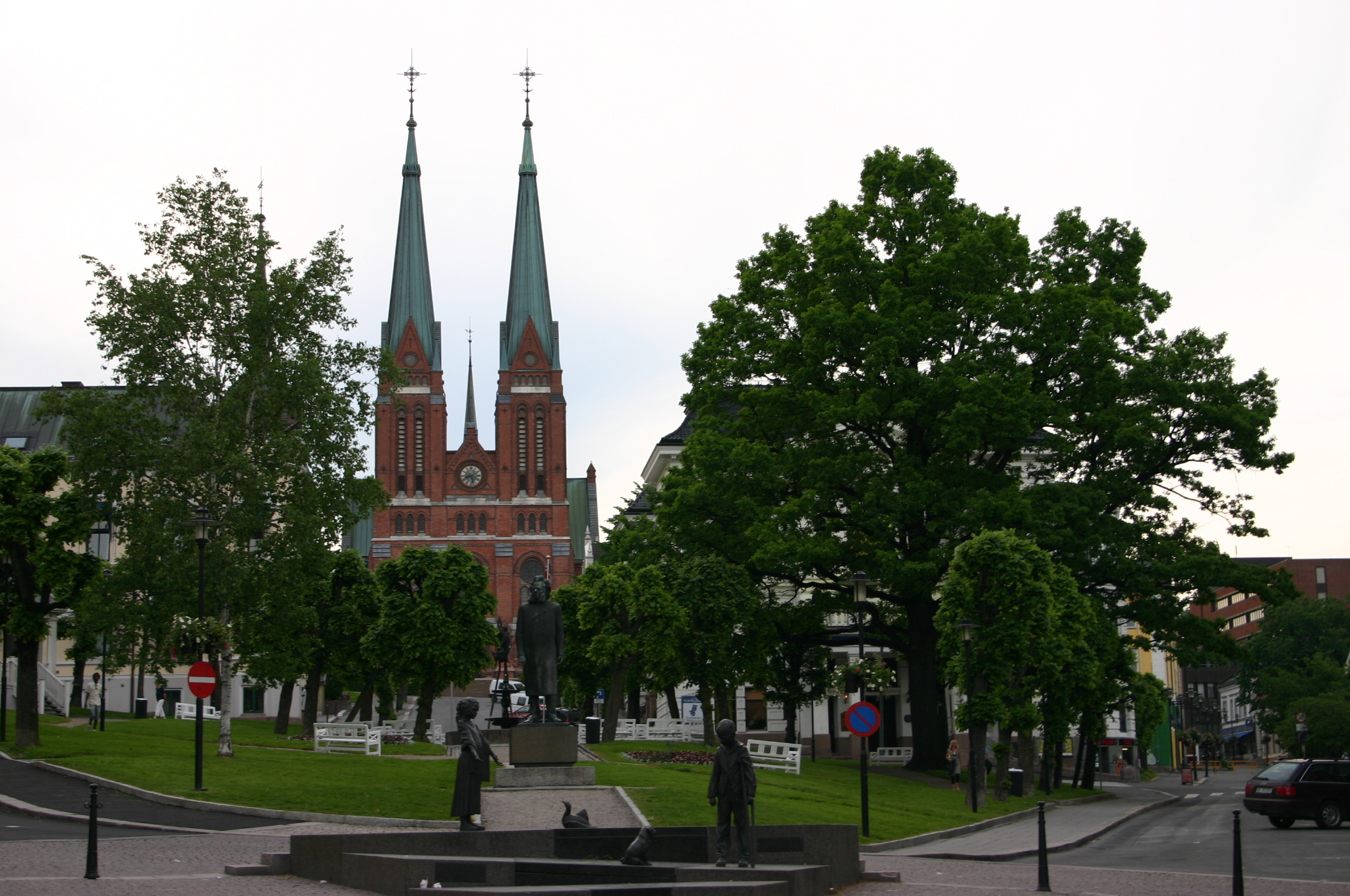
Kirche von Skien

Skien (anhörenⓘ) ist das Verwaltungszentrum der Telemark in Norwegen. Die gleichnamige Kommune ist 779 km² groß und hat 56.866 Einwohner (Stand 1. Januar 2025).

Bezirke in der Gemeinde Skien

## Geschichte

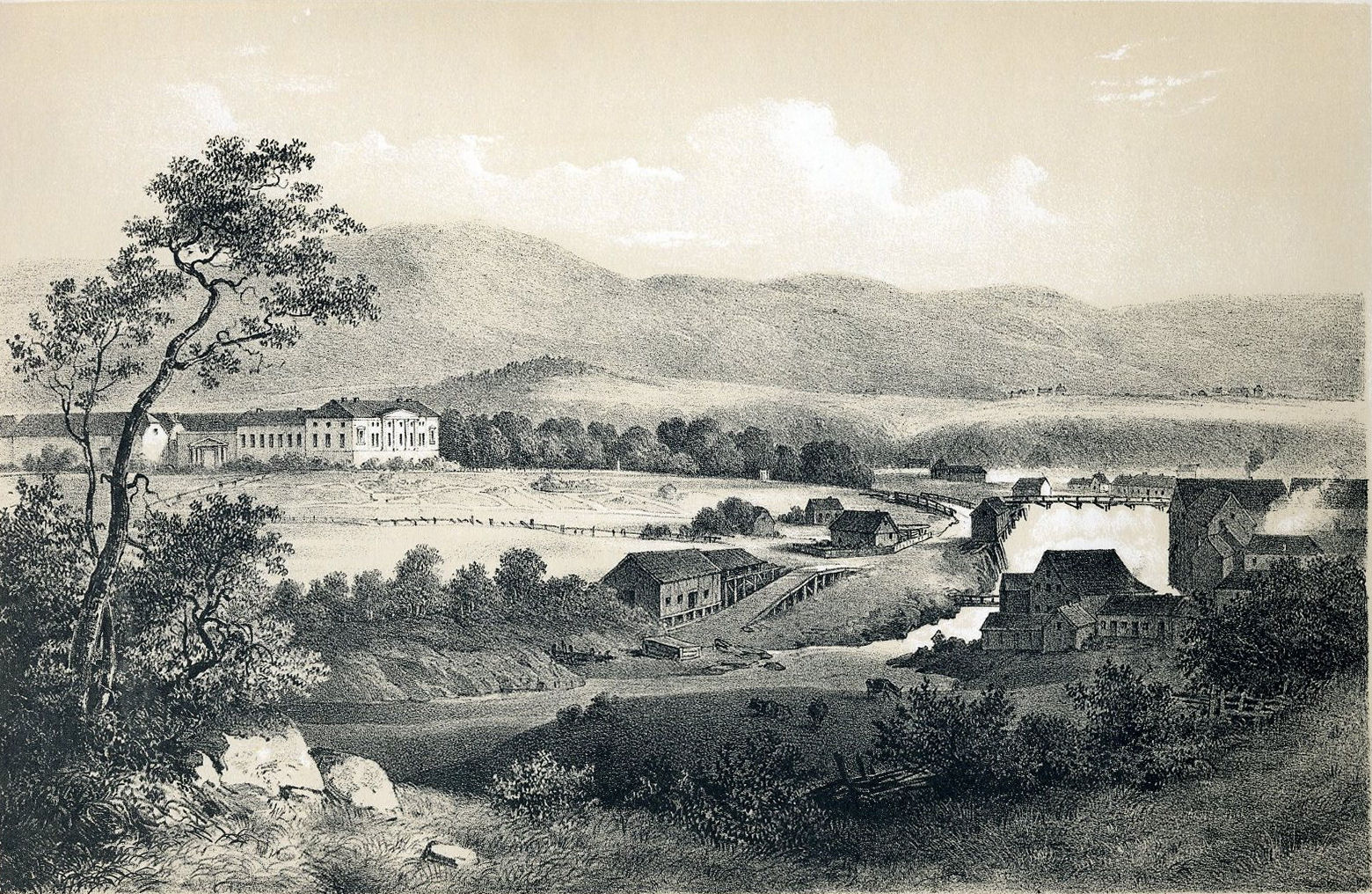
Eine historische Ansicht des Fossum Eisenwerk in Gjerpen (Skien-Kommune)

Skien wurde im Jahr 1000 gegründet, vermutlich waren hier aber schon vorher Menschen angesiedelt. Wichtigster Wirtschaftszweig war damals der Export von Schleifsteinen (siehe hierzu Eidsborger Schleifsteinbruch), die in der Telemark abgebaut wurden. Ab dem 15. Jahrhundert war Skien bedeutendster Holzproduzent in Norwegen.

## Verkehr

### Eisenbahn
Skien ist an das norwegische Eisenbahnnetz angeschlossen: Die 1882 eröffnete Vestfoldbane Skien–Oslo beginnt hier ebenso wie die 1919 eröffnete Bratsbergbane Skien–Notodden.

### Flugzeug
Vom lokalen Flughafen (Skien Geiteryggen) wurden bis 2015 Linienflüge nach Bergen und Stavanger angeboten.

## Kultur und Sehenswürdigkeiten
Skien ist der Geburtsort des Dramatikers Henrik Ibsen. Dementsprechend ist die Stadt ein Zentrum der Ibsen-Forschung und Ort von wichtigen Ibsen-Aufführungen, vornehmlich im Ibsen-Theater von Skien. Sehenswert sind daneben der alte Hafen mit dem Telemarkkanal, das Rathaus und die große Kirche (Skien kirke) aus dem 19. Jahrhundert, die 1400 Gläubigen (damals die Hälfte der Einwohner) Platz bietet.

## Söhne und Töchter der Stadt
Bekannte in Skien geborene Persönlichkeiten sind neben Ibsen unter anderem der Polarforscher Fredrik Hjalmar Johansen und die Sängerin Julie Bergan.

## Wirtschaft
Skien ist Sitz diverser norwegischer Unternehmen in den Bereichen der Holz-, Papier-, Nahrungsmittel- und elektrotechnischer Industrie. Die EFD-Gruppe, mit mehr als 800 Angestellten in Europa, Asien und Nordamerika, hat ihren Hauptsitz in Skien.
Skien ist Redaktionsstandort zweier Tageszeitungen für die Region Telemark. Varden wurde 1874 als liberales Parteiblatt von Johan Christian Tandberg Castberg gegründet. Telemarkavisa wurde 1921 als Telemark Arbeiderblad (TA) und als Zeitung der Arbeiderpartiet gegründet. Beide Zeitungen sind seit circa 1995 parteiunabhängig.
Im Hochsicherheitsgefängnis der Stadt war Anders Behring Breivik von August 2013 bis zum März 2022 inhaftiert.

## Sport
- Skagerrak-Arena, Fußballstadion
- Odds BK, Fußballklub
- Gjerpen Håndball, Handballklub
- Skien IK, Eishockeyklub
- Skien ist Ausgangspunkt für das jährliche Fahrradrennen Telemark-Tours

## Partnerstädte
Skien unterhält Städtepartnerschaften mit
| - Russland: Belosersk - Estland: Jõhvi - Finnland: Loimaa - Vereinigte Staaten: Minot (North Dakota) - Island: Mosfellsbær | - Rumänien: Onești - Deutschland: Rendsburg, seit 1995 - Italien: Sorrent, seit 2004 - Dänemark: Thisted - Schweden: Uddevalla |